# Lucigadus microlepis
Lucigadus microlepis és una espècie de peix de la família dels macrúrids i de l'ordre dels gadiformes.

## Morfologia
- Els mascles poden assolir 16 cm de llargària total.[5][6]

## Hàbitat
És un peix d'aigües profundes que viu entre 204-600 m de fondària.

## Distribució geogràfica
Es troba a Fiji, Wallis i Futuna, Nova Caledònia i la Mar d'Arafura.